# Wiercenie termiczne

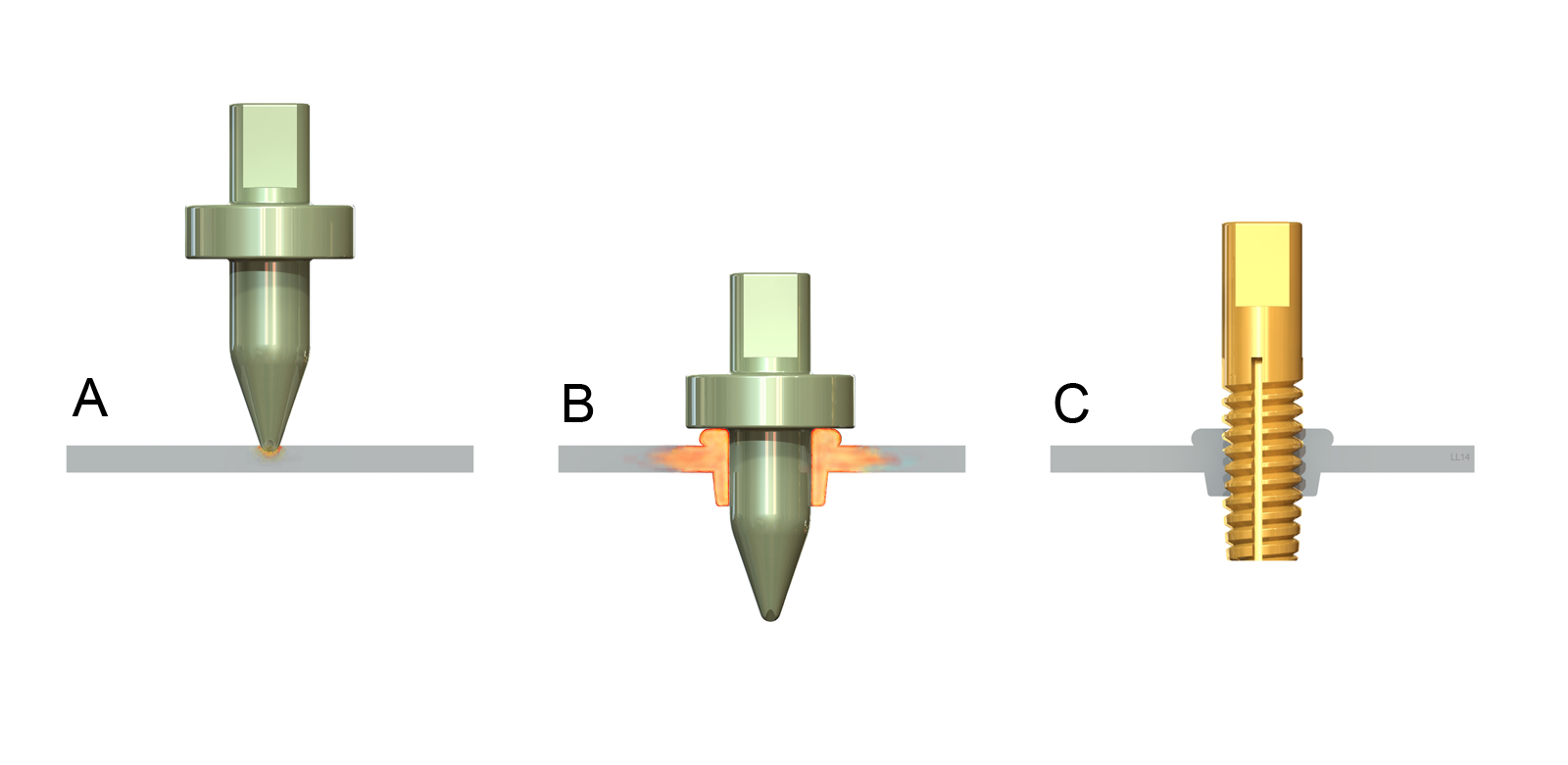
Podstawowe etapy procesu wiercenia termicznego: A. Dociskanie. B. Nagrzewanie powierzchni metalu i przetapianie się przez nią. C. Gwintowanie otworu

Wiercenie termiczne – metoda obróbki, polegająca na wykonywaniu otworów o przekroju kołowym, w której są one wypychane z metalu obrabianego za pomocą specjalnego wiertła o stożkowym kształcie. W wyniku podniesienia temperatury materiału oraz osiowego nacisku wiertła pod wpływem sił tarcia następuje uformowanie otworu w kształcie tulejki.
Nazwy tego narzędzia to wiertło termiczne, termoformujące lub termowiertło, zaś proces nazywany jest wierceniem bezwiórowym, tarciowym, tarciowym z przemieszaniem lub termowierceniem.
Metoda ta jest alternatywą dla nitonakrętek, nakrętek spawanych, nakrętek zgrzewanych oraz tłoczonych.

## Historia
W 1923 roku Francuz Jean Claude de Valière próbował stworzyć narzędzie, które mogłoby służyć do wykonywania otworów w metalu za pomocą siły tarcia, zamiast używanej powszechnie obróbki skrawaniem. Ze względu na brak odpowiednich stopów metali zdolnych wytrzymać zarówno dużą siłę nacisku, jak i temperaturę, odniósł tylko częściowy sukces. Co więcej, nie był w stanie uzyskać odpowiedniego kształtu dla tego rodzaju narzędzi.

## Zasada działania
W procesie wiercenia termicznego używa się stożkowatego wiertła wykonanego z bardzo odpornego materiału na wysokie temperatury, takiego jak węglik spiekany. Ostrze wiertła jest dociskane do obrabianego materiału zarówno z dużą siłą obrotową, jak i dużym naciskiem, które powodują powstawanie wysokiej temperatury pod wpływem tarcia. Wytworzone ciepło uplastycznia w obrębie wiertła metalową powierzchnię, przez co może ono z łatwością przebić się przez nią. Wymagane jest użycie specjalnych smarów, aby zapobiec przywieraniu obrabianego metalu do wiertła. W przeciwieństwie do konwencjonalnego wiercenia, obrabiany metal nie jest tracony w postaci wiórów, ale tworzy dodatkową tuleję wokół otworu, która może być nawet trzy razy większa od pierwotnej grubości tego materiału i pozwala na wykonanie dłuższego gwintu.

## Zastosowanie
Wiercenie tarciowe jest powszechnie stosowane w procesie produkcji ram rowerowych, wymienników ciepła oraz do wytwarzania otworów w pierścieniach łożysk.

## Zalety
- bardzo szybka metoda (od 2 do 6 sekund)[2],
- zmiana kształtu materiału w obrębie otworu pozwala na wykonanie dłuższych gwintów, co umożliwia wykonanie trwalszych połączeń w obrabianych częściach metalowych o mniejszej grubości,
- niższe koszta wykonania otworu od nitonakrętek,
- wysoka trwałość wierteł,
- brak korozji elektrochemicznej,
- brak utraty obrabianego materiału dzięki tzw. obróbce bezwiórowej[1],
- nadaje się do niemal wszystkich rodzajów metalu jak stal nierdzewna, aluminium, miedź i jej stopy (np. mosiądz lub brąz)[3],
- wygniatanie plastyczne gwintu za pomocą specjalnego gwintownika w tylko jednym przejściu narzędzia.

## Wady
- Nie nadaje się do grubych blach, ponieważ płynny metal musi mieć miejsce do przepłynięcia. Maksymalna grubość wynosi zazwyczaj około połowy średnicy otworu, ale jest zależna także od jego kształtu i materiału, z którego wykonano wiertło. Producenci podają szczegółowe wytyczne[4],
- obrabiany materiał musi być w stanie wytrzymać duże temperatury, stąd metoda ta nie nadaje się do pomalowanych metali, a także pokrytych warstwą cynku lub ocynkowanych[3],
- wymaga większej mocy i prędkości obrotowej silnika niż konwencjonalne wiertarki.